# Niger ai Giochi della XXIII Olimpiade
Il Niger partecipò ai Giochi della XXIII Olimpiade, svoltisi a Los Angeles, Stati Uniti, dal 28 luglio al 12 agosto 1984, con una delegazione di 4 atleti impegnati in due discipline.